# Paranerita metapyrioides
Paranerita metapyrioides là một loài bướm đêm thuộc phân họ Arctiinae, họ Erebidae.